# جک دورسی
جک پاتریک دورسی (به انگلیسی: Jack Patrick Dorsey); (زاده ۱۹ نوامبر ۱۹۷۶) طراح نرم‌افزار آمریکایی، بنیانگذار و مدیر عامل پیشین توئیتر و اسکویر «شرکت پرداخت همراه» است که به عنوان یک نوآور برجسته شناخته شده‌است. دورسی در سنت لوییس، میسوری بزرگ شد. او تحصیلات عالی خود را از دانشگاه علم و صنعت میسوری آغاز کرد و بعد به دانشگاه نیویورک منتقل شد. در همین دانشگاه برای نخستین بار ایده خلق توییتر را ارائه داد. و در مارس ۲۰۰۶ به همراه دو نفر از دوستان خود اقدام به راه اندازی توئیتر نمودند.
جک دورسی از علاقه‌مندان به دنیای بیت‌کوین است و آینده آن را روشن می‌داند. در آوریل ۲۰۲۰ و پس از دنیاگیری کروناویروس، دورسی اعلام کرد برای مقابله با بیماری و کاهش آلام آن، مبلغ یک میلیارد دلار اهدا کرده‌است. این مبلغ که برابر ۲۸٪ دارای‌های شخصی دورسی است از سهام او در شرکت اسکویر تأمین می‌شود.
جک دورسی در ۲۹ نوامبر ۲۰۲۱ از سمت مدیر عامل اجرایی توییتر کناره‌گیری کرد و جای خود را به پاراگ آگراوال داد.

## جایزه
او در سال ۲۰۰۸ از طرف MIT Technology TR35 به عنوان یکی از ۳۵ نوآور برتر جهان در سن ۳۲ سالگی معرفی شد.
در سال ۲۰۱۲ وال استریت ژورنال جایزه نوآوران سال را برای فناوری به جک دورسی اعطا کرد.
جک دورسی در سال ۲۰۱۲ در پنجمین دوره جایزه سالانه Crunchies به عنوان بنیانگذار سال نامگذاری شد.
در سال ۲۰۱۷ وال استریت او را در میان بدترین مدیران سال در آمریکا عنوان کرد.
جک دورسی در سال ۲۰۱۸ در فهرست «بهترین مدیران اجرایی در جهان» مجله CEOWORLD رتبه ۴۰۴ را به‌دست آورد.